# Todaropsis eblanae
Genre
Espèce
Statut de conservation UICN

 LC  : Préoccupation mineure
Le Toutenon souffleur (Todaropsis eblanae) est un mollusque céphalopode. C'est la seule espèce du genre Todaropsis.